# Pentas
Pentas is een geslacht uit de sterbladigenfamilie (Rubiaceae). De soorten komen voor in tropisch en zuidelijk Afrika, de Comoren, op Madagaskar en op het Arabisch Schiereiland.

## Soorten
- Pentas angustifolia A.Rich.) Verdc.
- Pentas arvensis Hiern
- Pentas caffensis Chiov.
- Pentas cleistostoma K.Schum.
- Pentas glabrescens Baker
- Pentas herbacea Hiern) K.Schum.
- Pentas lanceolata (Forssk.) Deflers
- Pentas micrantha Baker
- Pentas nervosa Hepper
- Pentas pauciflora Baker
- Pentas pubiflora S.Moore
- Pentas purpurea Oliv.
- Pentas purseglovei Verdc.
- Pentas suswaensis Verdc.
- Pentas tibestica Quézel
- Pentas zanzibarica Klotzsch) Vatke

... · 
Afrocanthium · 
Asperula (Bedstro) · 
Atractocarpus · 
Belonophora · 
Bouvardia · 
Breonadia · 
Byrsophyllum · 
Callipeltis · 
Cephalanthus (Kogelbloem) · 
Chassalia · 
Cinchona · 
Coffea (Koffie) · 
Coprosma · 
Cruciata · 
Deppea · 
Galium (Walstro) · 
Gardenia · 
Genipa · 
Morinda · 
Nertera · 
Pentas · 
Plocama · 
Portlandia · 
Psydrax · 
Richardia · 
Rothmannia · 
Rubia · 
Rutidea · 
Rytigynia · 
Sabicea · 
Sarcocephalus · 
Sericanthe · 
Sherardia · 
Spermacoce · 
Tarenna · 
Tricalysia · 
Uncaria · 
Vangueria · 
Virectaria ·  
Wendlandia · 
...